# Démétan, la petite grenouille
Démétan, la petite grenouille (けろっこデメタン, Kerokko Demetan) est un anime japonais en 39 épisodes produit par la société Tatsunoko Production, et diffusé du 2 janvier au 25 septembre 1973 sur Fuji Television.
Au Québec, la série a été diffusée à partir du 11 septembre 1976 à la Télévision de Radio-Canada puis rediffusée à partir du 27 septembre 1986 sur TVJQ et repris à partir du 1er septembre 1988 sur Canal Famille, et en France à partir d'avril 1983 sur FR3 et rediffusé dès le 22 mars 1987 sur la même chaîne. La série a aussi été diffusée sur Télé Monte-Carlo en 1984 dans l'émission Télé Monte Cartoon,. Elle a depuis été rééditée en DVD en octobre 2005.

## Résumé
L'histoire raconte les aventures de Démétan, une petite grenouille. Quand il n'est encore qu'un têtard, il échappe de justesse à une attaque de tritons affamés. Chassés de leur mare, Démétan et ses parents partent en quête d'un « endroit tranquille pour y vivre » sur une feuille radeau. La famille s'installe au bord de l'étang arc-en-ciel.
Démétan vit dans une petite maison, où son père exerce le métier de fabricant de jouets pour enfants. Pauvre et analphabète, Démétan occupe ses journées à jouer de la flûte que son père lui a fabriquée. Il rencontre Rénatan, une douce grenouille de son âge qui aime danser au son de sa flûte. Les deux enfants deviennent amis, malgré leur différence de classe sociale.
Démétan tombe amoureux de Rénatan, qui se trouve être la fille du riche Kyata, « le seigneur le plus puissant du lieu ». C'est un crapaud, tandis que la famille de Démétan appartient à la catégorie des grenouilles arboricoles. Cette particularité fait d'eux des parias de la communauté. À cause de Kyata, les habitants de l'étang vivent dans l'arbitraire et dans la peur.
Kyata se montre très dur avec le père de Démétan. Il exige que ce dernier travaille pour lui la moitié du mois. Il lui réclame aussi la moitié des bénéfices de ses ventes de jouets. Quand le père de Démétan essaie de se rebeller, Kyata le fait battre rudement par ses gardes. Il interdit à Rénatan de fréquenter Démétan « qui n'est pas de son rang » .
Pour se voir, les enfants se retrouvent le soir en cachette. Ensemble, ils vivent de nombreuses aventures.

## Générique
À l'image d'autres séries produites par les studios Tatsunoko Productions, Démétan la petite grenouille montre beaucoup de scènes tristes et sadiques qui peuvent émouvoir le jeune public. La mort reste très présente tout au long de l'animé. Par exemple, dans le premier épisode les frères et sœurs de Démétan sont dévorés vivants par les tritons.
Le jeune héros doit souvent se battre contre ses prédateurs naturels (tritons, oiseaux, etc.) mais aussi contre des harceleurs, comme Boss et Carl, qui se moquent de sa pauvreté. Trop gentil pour se venger, Démétan devient vite un souffre-douleur. Les paroles reflètent cette atmosphère. La version française a été composée par Jean-Daniel Mercier et interprétée par Marie Mercier.

### Paroles
« Gentil petit Démétan, Gentil petit Démétan. Tu n’as pas de chance.
Car la jolie Rénatane, ta petite camarade, souvent tu y penses…
Est la fille de Kyata, le méchant seigneur des lacs et des bois.
Et ça déchire ton âme, pauvre petit Démétan.
Quand descend le soleil rouge, et que sur l’eau, rien ne bouge… tu viens en cachette.
Pour voir ton petit amour, tu attends la fin du jour. Ton cœur est en fête.
Mais le méchant Kyata lui interdit de sortir pour te voir.
Et tu l’attends plein d’espoir, pendant qu’elle pleure dans le noir.
Deux petits cœurs de grenouilles au milieu d'un bel étang…
C'est Démétan ! C'est Rénatan ! Qui jouent comme tous les enfants.
Près des oiseaux qui gazouillent, ils laissent passer le temps.
Pour Démétan, pour Rénatan, le paradis c'est leur étang.
Gentil petit Démétan, pour faire danser Rénatan, tu joues de la flûte.
Monsieur Lot joue du tam-tam et les gros hippopotames mettent leurs mini jupes.
Pour danser un ballet avec les canards, les jars, les furets.
Et tout le monde t'acclame, gentil petit Démétan.
Gentil petit Démétan, gentil petit Démétan. Tu as de la chance…
Car la jolie Rénatan, ta petite camarade qui rit et qui danse,
N'a plus peur de Kyata, le méchant seigneur des lacs et des bois.
Et la joie partout s'enflamme, gentil petit Démétan.
Jolie petite Rénatan, gentil petit Démétan » (x 5)

## Voix

### Voix japonaises
- Yuko Hisamatsu : Démétan
- Mari Okamoto : Rénatan
- Hiroshi Ōtake : Ibokichi
- Kōichi Kitamura : Amataro
- Kousei Tomita : Kyata
- Miyoko Shoji : Amako
- Shun Yashiro : Kyaru
- Yasuo Tanaka : Zari
- Haruko Kitahama : la Narratrice

### Voix françaises
- Dominique Mac Avoy : Démétan